# Церик (Брчко)
Церик је насељено мјесто у саставу дистрикта Брчко, БиХ.

## Становништво
| Националност       | 1991.        |
| Срби               | 221 (78,93%) |
| Хрвати             | 25 (8,93%)   |
| Муслимани          | 3 (1,07%)    |
| Југословени        | 18 (6,43%)   |
| остали и непознато | 13 (4,64%)   |
| Укупно             | 280          |